# Dobsonia pannietensis
Dobsonia pannietensis — вид рукокрилих, родини Криланових.

## Середовище проживання
Країни поширення: Папуа Нова Гвінея — острови Фергюссон, Гудінафа, Норманбі, Місіма, Панареті, Россель, Судест, Кірівіна і Вудларк. Він був записаний на висоті від рівня моря до 1800 м над рівнем моря.

## Стиль життя
Цей маловідомий вид лаштує сідала групами в печерах і дуплах дерев.

## Загрози та охорона
Він знаходиться під загрозою вирубки лісу в деяких частинах його ареалу. Полювання може бути загрозою, так як вид великий, і може розглядатися як хороше джерело м'яса. Необхідні подальші дослідження з біології виду, екології та загроз.